# Liptód, Baranya
Liptód (în germană Litowr) este un sat în districtul Bóly, județul Baranya, Ungaria, având o populație de 201 locuitori (2011).

## Demografie
Componența etnică a satului Liptód
     Maghiari (63,17%)
     Germani (33,97%)
     Romi (1,9%)
     Croați (0,95%)
Componența confesională a satului Liptód
     Fără religie (10,95%)
     Reformați (3,48%)
     Necunoscută (85,57%)
Conform recensământului din 2011, satul Liptód avea 201 locuitori. Din punct de vedere etnic, majoritatea locuitorilor (33,97%) erau germani, existând și minorități de romi (1,9%) și croați (0,95%). Nu există o religie majoritară, locuitorii fiind persoane fără religie (10,95%) și reformați (3,48%). Pentru 85,57% din locuitori nu este cunoscută apartenența confesională.